# Río Inguri
El río Inguri o Enguri (en georgiano: ენგური, Enguri; en abjasio: Егры, Egry), es un río costero de la vertiente del mar Negro que discurre por el oeste de Georgia. Nace al noreste de Svaneti, cerca de la región de Racha, y tiene un papel muy importante en la producción hidroeléctrica en la zona. Tiene 213 km de longitud y drena una pequeña cuenca de 4060 km².

## Características

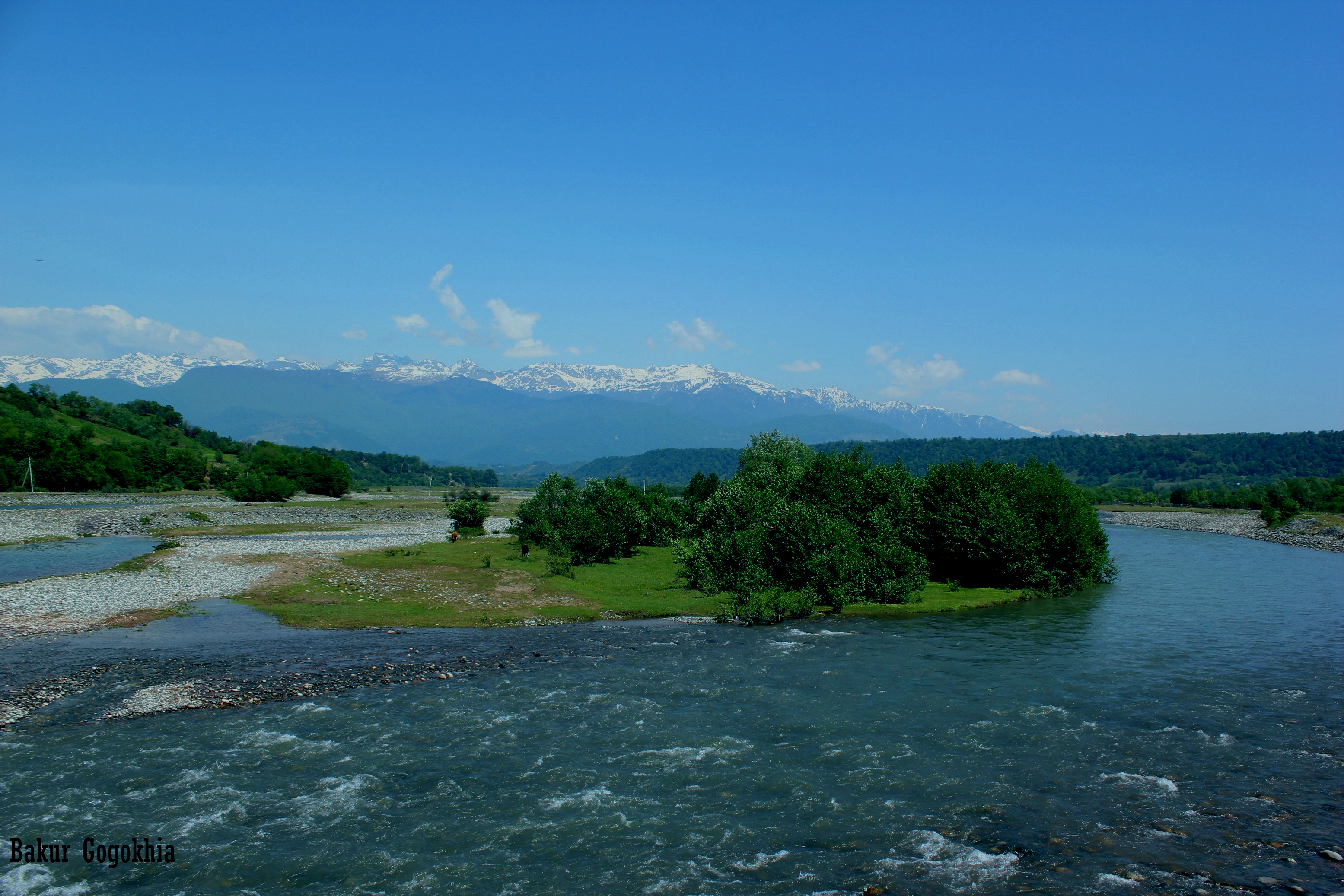
El río en Tzalenjikha, Megrelia

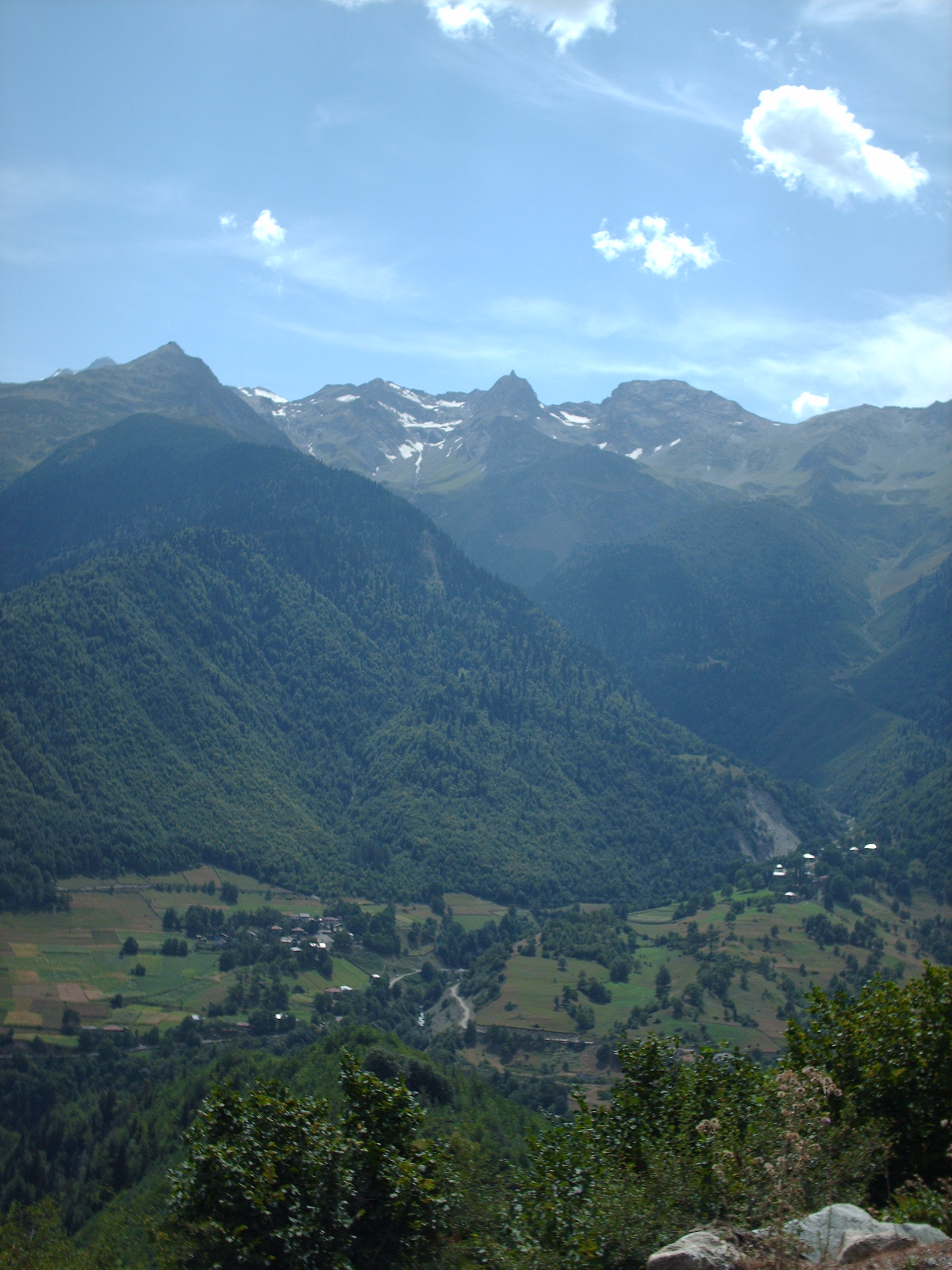
Garganta del río Inguri en Svaneti.

El río Inguri nace de las cumbres de las montañas del Cáucaso, cerca del pico más alto de Georgia, el Shjara (5193 m), cerca de la frontera con Rusia. Fluye por valles montañosos hacia el noroeste, recibiendo contribuciones del deshielo del monte Elbrus y Ushba en la cuenca de Svaneti, antes de girar al sudeste, estrechándose en Dzhvari (Jvari) en la provincia de Svaneti (Mingrelia), donde se abre en un llanura aluvial, para desembocar en el mar Negro cerca de Zugdidi.
El río se alimenta del deshielo y de la lluvia. El caudal en la desembocadura es de 170 m³/s, y su régimen máximo ocurre entre marzo y septiembre. Sus aguas son aprovechadas principalmente para el riego.

## Producción eléctrica
El río juega un importante papel en la producción hidroeléctrica. La presa de Inguri, con una altura de 240 m, fue iniciada en la década de 1970 y se terminó de construir en 1988. En total, es la construcción más grande de todo el Cáucaso con 750 m de largo y 271,5 m de alto. La capacidad de la presa es de 1,1 hm³ de agua. La producción es de 4,5 millones de kilovatios-hora al año, sobre el 40% del consumo nacional de energía, aunque la capacidad total es de 1300 MW.

## Conflicto con Abjasia

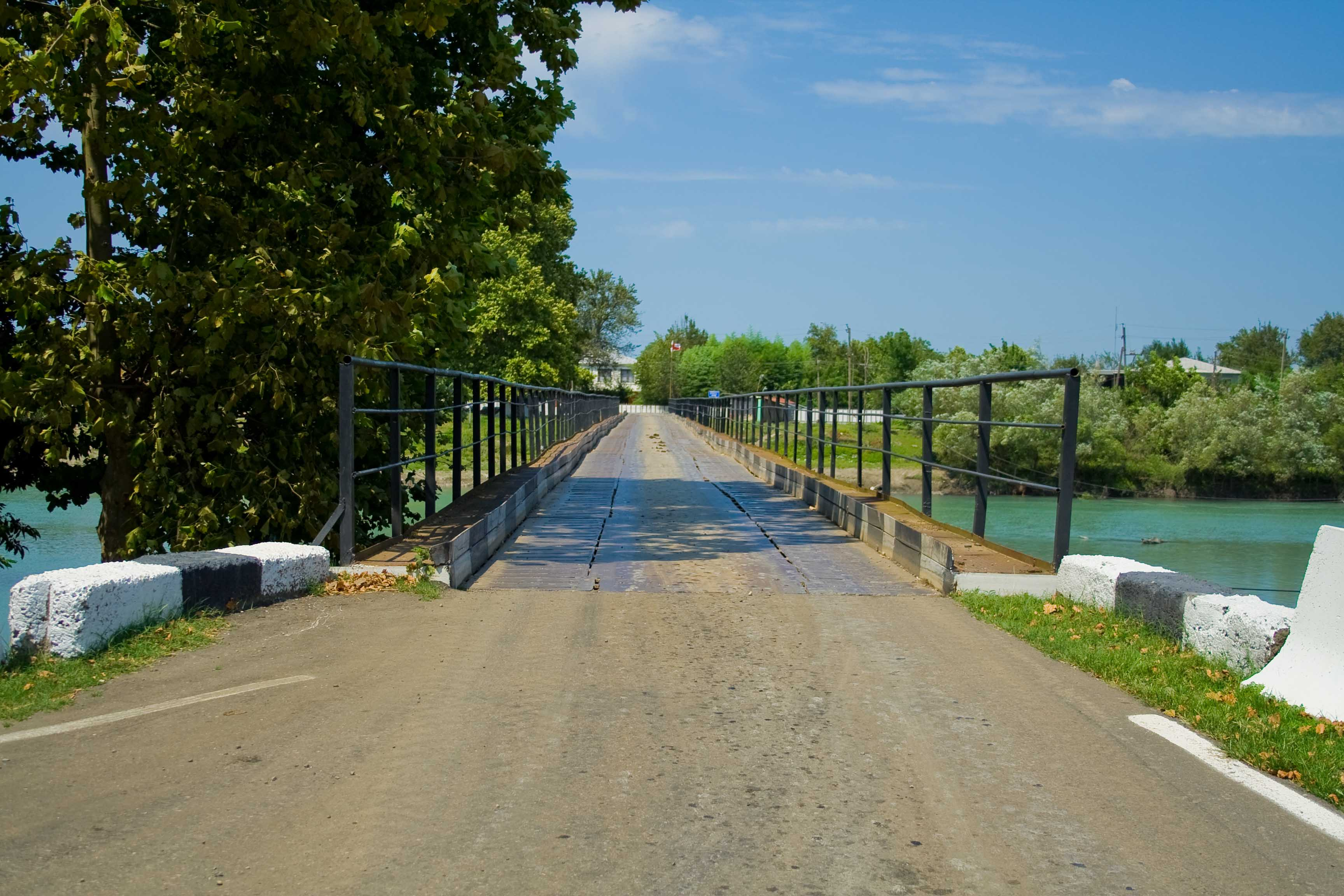
Puente sobre el río Inguri.

El último tramo del río sirve de frontera entre Georgia y Abjasia desde el 14 de mayo de 1994. El puente sobre el río Inguri, de 870 metros de largo, fue construido por prisioneros de guerra alemanes entre los años 1944 y 1948.
En la guerra de Abjasia entre 1992 y 1993 fueron volados todos los puentes, incluido el puente ferroviario, aunque continuaron existiendo zonas de franqueo del río no autorizadas. Entre el 26 y 29 de junio, las tropas de paz rusas en la zona reconstruyeron el puente, siendo el único punto legal de cruce, y es una zona desmilitarizada con una misión de Naciones Unidas como observadores.